# Hrvatski predsjednički izbori 2000.
Predsjednički izbori 2000. bili su treći predsjednički izbori održani u Hrvatskoj.
Ovi izbori su prvi izvanredni predsjednički izbori, a održani su zbog smrti predsjednika Franje Tuđmana 10. prosinca 1999. Prvi put na predsjedničkim izborima bilo je potrebno da se dva kandidata s najviše glasova natječu u drugom krugu zbog činjenice da niti jedan kandidat nije dobio većinu glasova u prvom krugu. Stjepan Mesić prisegnuo je 18. veljače 2000. za drugog predsjednika, na Trgu svetog Marka u Zagrebu, pred sudcima Ustavnog suda.

## Prvi krug
Glasovanje je održano 24. siječnja 2000.
- Ukupno glasača: 4 251 109
- Ukupno glasova: 2 667 561 (62,98 %)
- Nevažećih listića: 13 212 (0,49 %)

### Kandidati
1. Stjepan Mesić (HNS, HSS, LS, IDS, ASH) - 1 100 671 - 41,11 %
2. Dražen Budiša (HSLS, SDP) - 741 837 - 27,71 %
3. Mate Granić (HDZ) - 601 588 - 22,47%
4. Slaven Letica (neovisni kandidat) - 110 782 - 4,14 %
5. Anto Đapić (HSP, HKDU) - 49 288 - 1,84 %
6. Ante Ledić (neovisni kandidat) - 22 875 - 0,85 %
7. Tomislav Merčep, (HPS) - 22 672 - 0,85 %
8. Ante Prkačin (NH) - 7401 - 0,28 %
9. Zvonimir Šeparović (neovisni kandidat) - 7235 - 0,27 %

Kako nitko nije dobio preko 50 % glasova, održan je i drugi krug glasovanja.

## Drugi krug
Glasovanje je održano 7. veljače 2000.
- Ukupno glasača: 4 252 921
- Ukupno glasova: 2 589 120 (60,88 %)
- Nevažećih listića: 29 779 (1,15 %)

1. Stjepan Mesić, (HNS, HSS, LS, IDS, ASH) - 1 433 372 - 56,01 %
2. Dražen Budiša, (HSLS, SDP) - 1 125 969 - 43,99 %

Mesić je pobijedio u 16 hrvatskih županija i gradu Zagrebu, a Budiša u četirima županijama: Splitsko-dalmatinskoj, Primorsko-goranskoj, Šibensko-kninskoj i Međimurskoj.